# Mađarski vaterpolski kup
Popis mađarski vaterpolskih kupova. Natjecanje je drugo po važnosti u mađarskom vaterpolu.

## Pobjednici
- 1923.: Ferencváros
- 1924.: Ferencváros
- 1925.: Kerületi Torna
- 1926.: Ferencváros
- 1927.: Kerületi Torna
- 1928.: Magyar Testgyakorlók
- 1929.: Újpest TE
- 1930.: Kerületi Torna
- 1931.: Újpest TE
- 1932.: Újpest TE
- 1933.: Újpest TE
- 1934.: Újpest TE
- 1935.: Újpest TE
- 1936.: Újpest TE
- 1937.: Magyar Testgyakorlók
- 1938.: Újpest TE
- 1939.: Újpest TE
- 1940.: Magyar Atlétikai Club
- 1941.: Budapest SE
- 1942.: Budapest SE
- 1943.: Magyar Atlétikai Club
- 1944.: Újpest TE
- 1945.: -
- 1946.: Magyar Testgyakorlók
- 1947.: Vasas
- 1948.: Újpest TE
- 1949.: Ferencváros
- 1950.:
- 1951.: Újpest TE
- 1952.: Újpest TE
- 1953.: Honvéd
- 1954.: Honvéd
- 1955.: Újpest TE
- 1956.:
- 1957.: Ferencváros
- 1958.: Honvéd
- 1959.: Honvéd
- 1960.: Újpest TE
- 1961.: Vasas
- 1962.: Ferencváros
- 1963.: Újpest TE
- 1964.: Ferencváros
- 1965.: Ferencváros
- 1966.: Szolnoki Dózsa SC
- 1967.: Ferencváros
- 1968.: Szolnoki Dózsa SC
- 1969.: [[Ferencvárosi Torna Club (vaterpolo)|Ferencváros
- 1970.: Orvosegyetem SC
- 1971.: Vasas
- 1972.: Egri Dózsa SC
- 1973.: Ferencváros
- 1974.: Orvosegyetem SC
- 1975.: Újpest TE
- 1976.: Ferencváros
- 1977.: Ferencváros
- 1978.: Ferencváros
- 1979.: Honvéd
- 1980.: Szentesi Vízmu SK
- 1981.: Vasas
- 1982.: BVSC
- 1983.: Vasas
- 1984.: Vasas
- 1985.: Szolnoki Dózsa SC
- 1986.:
- 1987.: BVSC
- 1988.: Budapesti Spartacus SC
- 1989.: Ferencváros
- 1990.: Ferencváros]]
- 1991.: Újpest TE
- 1992.: Vasas
- 1993.: Újpest TE
- 1994.: Vasas
- 1995.: BVSC
- 1996.: Vasas
- 1997.: Ferencváros
- 1998.: Vasas
- 1999.: Honvéd
- 2000.: BVSC
- 2001.: Vasas
- 2002.: Vasas
- 2003.: BVSC
- 2004.: Vasas
- 2005.: Vasas
- 2006.: Honvéd
- 2007.: ZF-Eger
- 2008.: ZF-Eger
- 2009.: Vasas
- 2010.: Honvéd
- 2011.: Szegedi VE
- 2012.: Szegedi VE
- 2013.: Szegedi VE
- 2014.: Szolnoki Dózsa

 Napomena: Klubovi su uglavnom napisani po svojim tradicionalnim nazivima 